# Scytalidium muscorum
Scytalidium muscorum är en svampart som först beskrevs av Pier Andrea Saccardo, och fick sitt nu gällande namn av de Hoog & Oorschot. Scytalidium muscorum ingår i släktet Scytalidium, ordningen disksvampar, klassen Leotiomycetes, divisionen sporsäcksvampar och riket svampar.   Inga underarter finns listade i Catalogue of Life.